# Сабина Баварская
Саби́на Бава́рская (нем. Sabina von Bayern; 24 апреля 1492, Мюнхен, Герцогство Бавария — 30 августа 1564, Нюртинген, Герцогство Вюртемберг) — принцесса из дома Виттельсбахов, дочь герцога Баварии Альбрехта IV Мудрого. Жена герцога Ульриха; в замужестве — герцогиня Вюртемберга.
Неудачный брак принцессы спровоцировал конфликт между герцогом Вюртемберга и императорами Священной Римской империи, итогом которого стало официальное принятие Вюртембергским домом лютеранства и утверждение Реформации в Вюртемберге.

## Ранние годы
|                                                  |  |
| Портреты родителей Сабины Баварской кисти Бехама |  |

Родилась в Мюнхене 24 апреля 1492 года. Она была третьим ребёнком и третьей дочерью в многодетной семье герцога Баварии Альбрехта IV и Кунигунды Австрийской, эрцгерцогини из Имперской ветви дома Габсбургов. По отцовской линии приходилась внучкой герцогу Баварии из дома Виттельсбахов Альбрехту III Благочестивому и Анне Брауншвейг-Грубенгагенской, принцессе из дома Вельфов. По материнской линии была внучкой императора Священной Римской империи Фридриха III и Элеоноры Елены Португальской, инфанты из Ависского дома.
Не дожидаясь совершеннолетия двух старших дочерей, Альбрех IV начал матримониальные переговоры о браке одной из них с юным правителем Вюртемберга. В брачном договоре от 23 июля 1498 года в невесты была предложена вторая дочь герцога, Сибилла; однако уже в окончательном брачном соглашении от 18 октября 1489 года в этом качестве значилась его третья дочь, Сабина. На время обручения ей было шесть лет, а жениху шёл одиннадцатый год. Стороны договорились о приданном невесты в тридцать две тысячи флоринов; жених обязался в утренний дар передать будущей супруге десять тысяч флоринов и обеспечить её ежегодным доходом в пятьсот флоринов от замка и города Винненден. Во вдовий удел будущей герцогине Вюртемберга был выделен город Вайблинген. Герцог Баварии обязался держать свою дочь при дворе в Мюнхене до достижения ею шестнадцатилетия, после чего привезти принцессу к жениху в Ульм. В случае одностороннего разрыва помолвки, на виновную сторону налагался штраф в размере шестнадцати тысяч флоринов с погашением в течение двух месяцев.
Матримониальный союз преследовал политические цели. Через брак дочери герцог Баварии рассчитывал добиться военной поддержки от двора в Штутгарте в споре с родственниками за земли герцогства Бавария-Ландсхут. Будущий зять Альбрехта IV поддержал его в войне за ландсхутское наследство и выступил против Пфальца; по итогам этого конфликта герцог Вюртемберга также расширил свои владения. Другой заинтересованной стороной был дядя невесты, будущий император, а в то время король Германии Максимилиан, который взял на себя роль главного посредника в матримониальных переговорах с тем, чтобы после усилить своё влияние на двор в Штутгарте и получить в лице герцога Вюртемберга союзника против Швейцарии и Франции. Расчёт последнего также оправдался спустя год после помолвки, когда Вюртемберг выступил на стороне императора в Швабской войне.
Через некоторое время после подписания брачного контракта пошли слухи о том, что Ульрих подыскивает себе другую кандидатку в супруги. На самом деле, герцог Вюртемберга увлёкся бранденбургской принцессой, которая гостила у их общей тёти при дворе в Нюртингене. В дело пришлось вмешаться императору и напомнить двору в Штутгарте о недопустимости разрыва брачного контракта с баварской принцессой. Точно также в письме надавил на будущего зятя герцог Баварии. Последний скончался незадолго до достижения Сабиной канонического брачного возраста в апреле 1508 года. Двор в Штутгарте подтвердил действие брачного договора с баварской принцессой. Брак по доверенности стороны заключили в Мюнхене в январе 1509 года. Однако Ульрих не спешил с официальной церемонией, а когда в следующем году его возлюбленную бранденбургскую принцессу выдали замуж, горько переживал утрату. Принц также попытался начать переговоры о браке с одной из пфальцских принцесс, что шло в разрез с интересами императора, который не желал усиления Пфальца.

## Несчастливый брак
По решению императора Максимилиана, свадьба его племянницы Сабины Баварской с герцогом Вюртемберга Ульрихом (8 февраля 1487 — 6 ноября 1550) была назначена на 1 марта 1511 года. Современники описывали жениха необразованным и вспыльчивым человеком, в котором жестокость сочеталась со вседозволенностью, а невесту, как имевшую очень высокий рост и непривлекательную мужеподобную внешность. К тому же у неё был грубый и неуживчивый характер. Незадолго до бракосочетания Ульрих потребовал увеличить размер приданного Сабины до сорока тысяч флоринов, вместо прежних тридцати двух; дополнительные восемь тысяч герцог Вюртемберга получил через четыре года после свадьбы. 1 марта 1511 года невеста покинула пределы Баварии. В Вюртемберге её встретил кортеж, посланный женихом, который сопроводил Сабину в замок Маркгрёнинген, где она провела ночь. На следующий день в Штутгарте состоялась церемония бракосочетания. Свадебные торжества прошли с большим размахом в присутствии многочисленных гостей. Глашатаи герцога Вюртемберга приглашали к празднованию свадьбы всех его подданных. После бракосочетания герцогиня Вюртемберга официально подтвердила свой отказ от родительского наследства. В браке Сабины и Ульриха родились два ребёнка — дочь и сын:
- Анна[нем.] (13 января 1513 — 28 июня 1530), умерла незамужней в молодом возрасте во время эпидемии чумы[21];
- Кристоф (12 мая 1515 — 28 декабря 1568), правитель Мёмпельгарда с 1542 года, герцог Вюртемберга с 1550 года, в Ансбахе 17 февраля 1544 года сочетался браком с  Анной Марией Бранденбург-Ансбахской (28 декабря 1526 — 20 мая 1589), дочерью маркграфа Бранденбург-Ансбаха Георга.

Брак Сабины и Ульриха не был счастливым. Оба супруга имели неуравновешенные характеры, а герцог ещё и отличался склонностью к домашнему насилию. Конфликт между ними разросся после рождения первенца — дочери и не закончился даже после рождения сына в замке Урах, где в то время отдельно от мужа жила герцогиня. Вскоре Ульрих вступил в отношения с дворянкой Урсулой фон Гуттен, дочерью маршала Конрада фон Тумб цу Нойбурга и женой шталмейстера Ганса фон Гуттена. Когда последний узнал об измене супруги, то придал этот факт огласке. В отместку герцог зарезал его во время охоты в Бёблингенском лесу 8 мая 1515 года. Этот поступок настроил против Ульриха всё местное дворянство, которое, вместе с остальными подданными, недовольными внутренней политикой, выступили против герцога.

## Побег от мужа
|                                                  |
| Портрет мужа Сабины Баварской кисти неизвестного |

1 июля 1515 года на ландтаге в Штутгарте прозвучало предложение о замене герцога; предполагалось что новым правителем Вюртемберга станет его новорождённый сын с матерью в роли регента. В ответ Ульрих потребовал от Сабины немедленно переехать из Ураха к нему в Штутгарт. Герцогиня обратилась за поддержкой к родственникам, жалуясь на неадекватное поведение супруга. Мать посоветовала ей набраться терпения и окружить мужа любовью, а братья и дядя-император поддержали родственницу и предложили ей покинуть Ульриха.
В ноябре 1515 года Сабина отправилась с детьми и младшей сестрой из Ураха в Штутгарт. В дороге она остановилась при дворе в Нюртингене у вдовствующей герцогини Елизаветы Бранденбург-Ансбахской, откуда после бежала. Побег был организован оберфогтом Дитрихом Шпетом и маркграфом Казимиром по приказу императора Максимилиана. Герцогиня бежала без детей и сестры сначала в Эхинген, а оттуда в Мюнхен.
Семейный конфликт привёл к обострению в отношениях между Баварией и Вюртембергом. В послании к ландтагу в Штутгарте Сабина объяснила причины своего бегства и заявила, что не желает развода. В разговоре с Ульрихом император отрицал свою причастность к организации побега племянницы и предложил урегулировать спор в частном порядке при посредничестве имперского советника, кардинала Маттеуса Ланга. Параллельно с семейным делом, император поручил курфюрсту Пфальца Людвигу V и епископу Вюрцбурга Лоренцу фон Бибра рассмотрение дела об убийстве дворянина Ганса фон Гуттена. 
Ульрих отказывался от участия в расследовании как семейного дела, так и дела об убийстве им дворянина. В итоге 11 октября 1516 года император Максимилиан объявил герцога под имперской опалой за нарушение мира, вызванного убийством Ганса фон Гуттена, и неуважением к герцогине. Уже 22 октября того же года Ульрих был вынужден подписать соглашение в Блаубойрене, пунктами которого, среди прочих, значились выплаты компенсации и содержания Сабине, разрешение герцогине беспрепятственно видеться с детьми и возвращение ей и детям их имущества. 
После смерти императора Максимилиана в январе 1519 года Ульрих пошёл на обострение конфликта и напал на город Ройтлинген. Таким образом он спровоцировал войну против Швабского союза, которая закончилась его изгнанием. Сабина рассчитывала на то, что братья помогут её сыну стать новым герцогом Вюртемберга под опекой одного из них. Анну и Кристофа привезли из замка Хоэнтюбинген ко двору в Мюнхене, откуда, вместе с матерью, они вернулись в Урах. Сабина действовала исключительно в интересах сына, стараясь сохранить за ним Вюртемберг. Она делала всё, чтобы не допустить передачи правления герцогством другому дому и препятствовала его разделу. Вскоре по приказу нового императора Карла V, не желавшего усиления герцогов Баварии, ко двору в Инсбруке должны были привезти Кристофа и Анну, но Сабина не пожелала расставаться с дочерью, и император оставил Анну с матерью в Урахе. Герцогиня Вюртемберга планировала выдать дочь замуж за имперского графа Геннеберга Перхтольда фон Хеннеберга, однако в 1530 году Анна умерла во время эпидемии чумы. Ходили слухи, что принцесса была отравлена.
По договору от 6 февраля 1520 года правителем Вюртемберга стал император Карл V, выплативший родственникам убитого Ульрихом штальмейстера компенсацию в размере двухсот десяти тысяч флоринов. Дети Ульриха и Сабины получили замки Тюбинген и Нойфарн, а также материальное содержание. Сабине передали, ранее отнятые у неё мужем, город и замок Винненден и город Вайблинген.

## Поздние годы
В 1534 году Ульрих вернул себе Вюртемберг, и Сабине снова пришлось бежать. В 1534 — 1537 годах она жила в Брегенце. В 1538 году переехала в Мюнхен, откуда перебралась в Ландсхут, где прожила до 1545 года, ухаживая за братом, герцогом Людвигом X. После смерти последнего Сабина захватила часть его имущества, за что была заключена под стражу другим своим братом, герцогом Вильгельмом IV, который согласился освободить её через несколько месяцев после просьб ещё одного брата герцогини, архиепископа Эрнста и сына Кристофа, и только после того, как она повторила свой отказ от родительского наследства. 
После смерти Ульриха в 1550 году новым герцогом Вюртемберга стал его сын Кристоф, который сразу забрал мать из Баварии в Вюртемберг. Вдовствующая герцогиня получила свой двор в Нюртингене; ей также вернули город и замок Винненден и город Вайблинген. К тому времени в Вюртемберге прошла Реформация, и в 1552 году Сабина Баварская перешла из католичества в лютеранство. В последние годы жизни она много помогала нуждающимся и больным людям. В 1560 году вступила в спор с племянником, герцогом Баварии, за наследство умершего брата-архиепископа. Процесс завершился проигрышем Сабины Баварской уже после её смерти, которая наступила 30 августа 1564 года в Нюртингене, вероятно, из-за инсульта. Останки вдовствующей герцогини погребли рядом с гробницей мужа в Коллегиальной церкви Тюбингена.